# 普雷克穆列

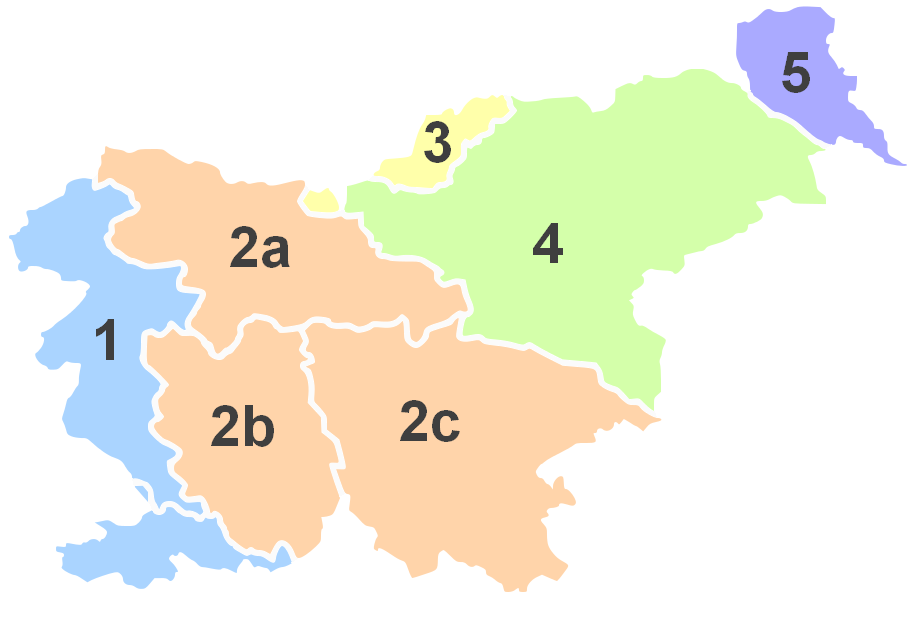
最東北部的5是普雷克穆列地區（藍色）

普雷克穆列（Prekmurje, 匈牙利語：Muramente, Muravidék）是位於斯洛文尼亞最東北部的一個地區。這個地區并不是具體的行政區劃。這一地區了保留了許多獨自的語言、文化和宗教特點。
普雷克穆列曾是匈牙利王國內斯洛文尼亞語使用者（斯洛文尼亞人）聚居地區，在特里亞農條約簽訂后被割讓給塞爾維亞-克羅地亞-斯洛文尼亞王國。匈牙利語名稱是穆拉門特。
這一地區也有很多馬扎爾人和羅姆人居住。

## 地理
這一地區可分為三個地理區域：北部的以丘陵地形為主；西部地勢較為地平；東北部有小片丘陵。
地區的商業和行政中心是穆尔斯卡索博塔，最大城市是伦达瓦。

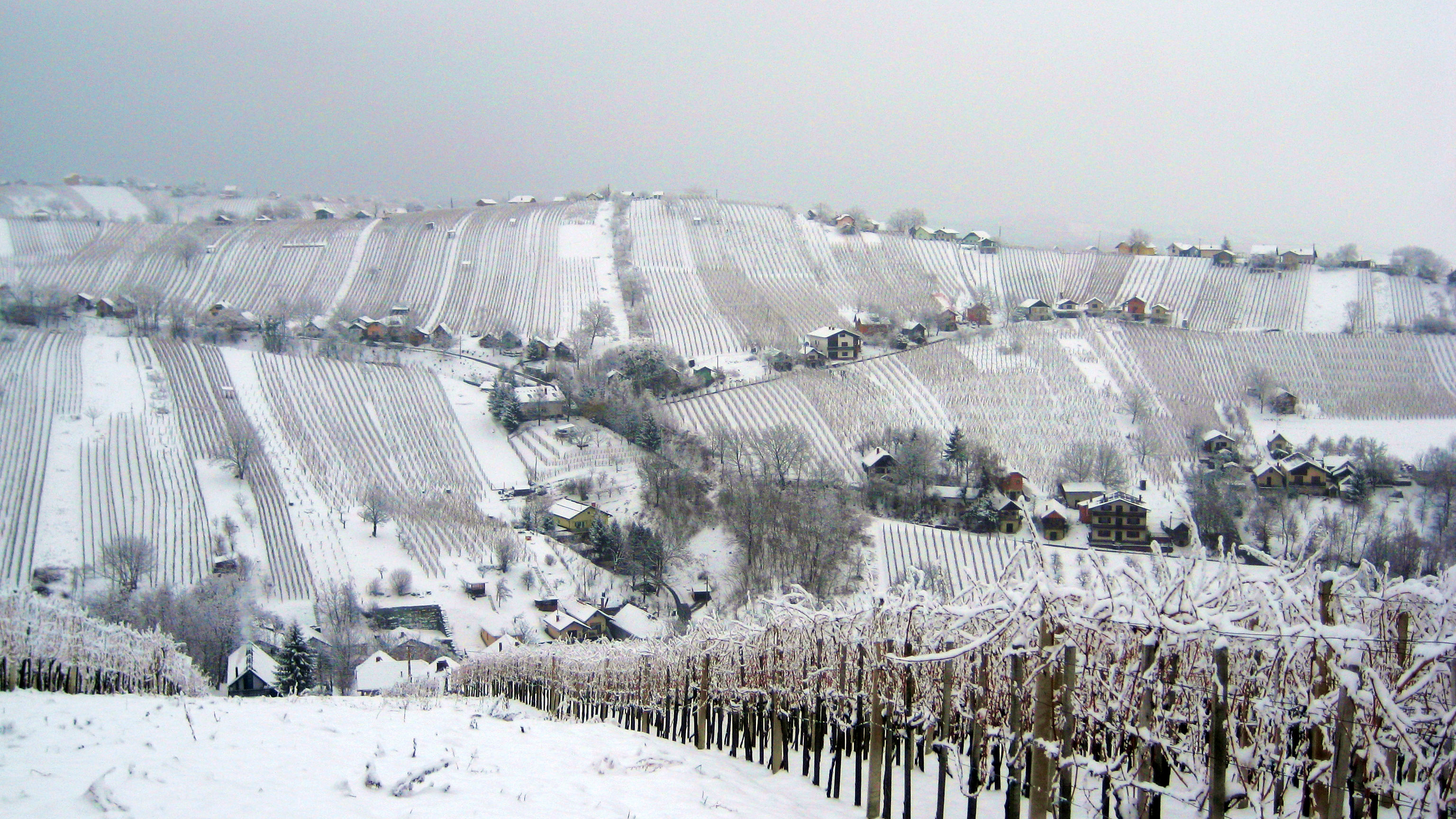
The Lendava Hills (Lendavske Gorice) in winter

## 人口

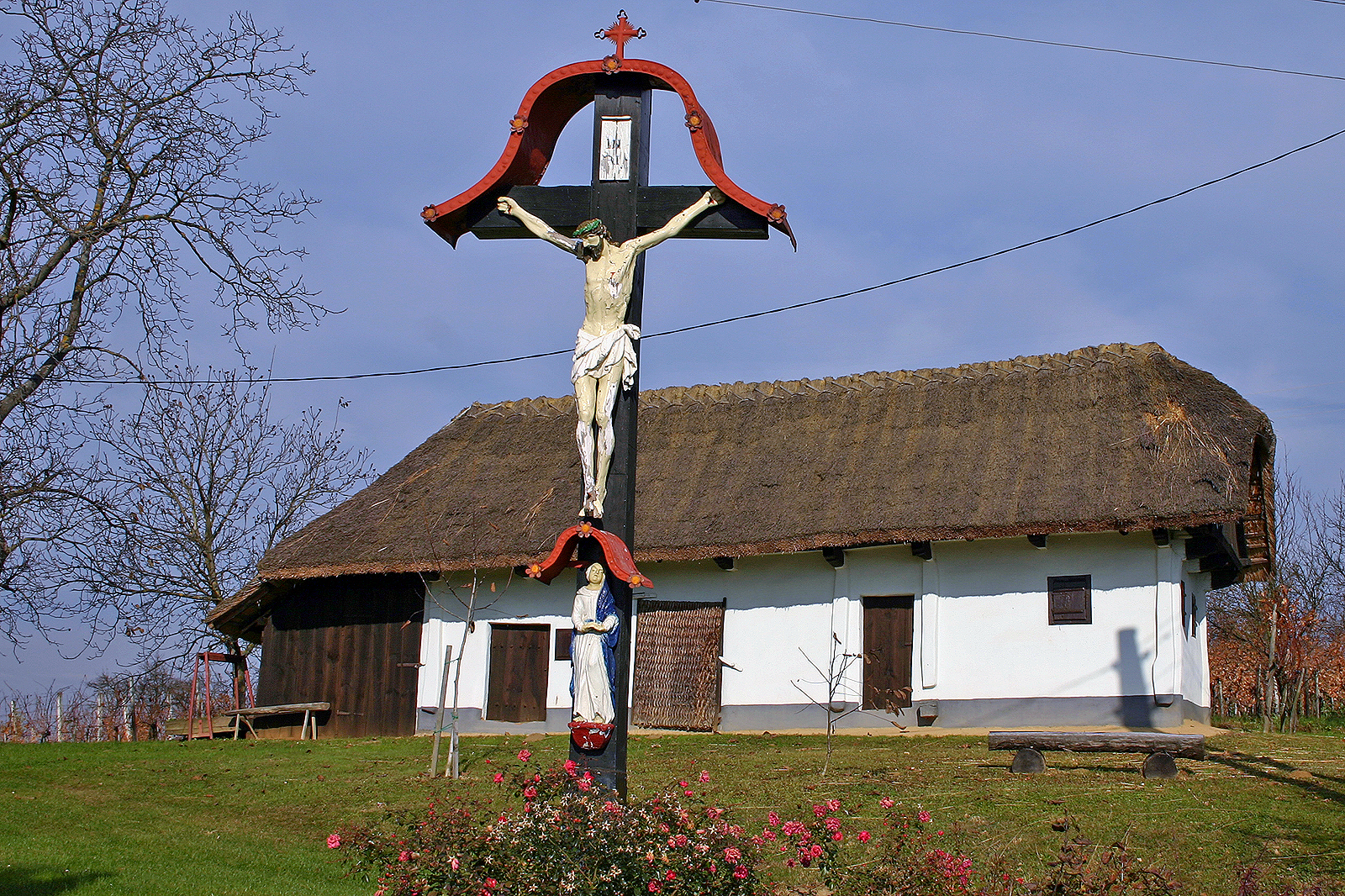
普雷克穆列一個典型的農村民居

普雷克穆列主要的族裔是斯洛文尼亞人。此外也有相當數量的匈牙利人和羅姆人。
1921年，該地區的總人口有92,295，其中74,199人以斯洛文尼亞語為母語，14,065人以匈牙利語為母語，2,540人以德語為母語。自此之後，匈牙利人的數量雖然穩定但緩慢下降。德國人主要集中在靠近奧地利的三個村莊，他們在二戰后要麼被同化要麼離開。匈牙利語目前在普雷克穆列的一些城市擁有官方語言地位。